# 泉町 (千葉県)
泉町（いずみまち）は、かつて千葉県千葉郡に存在した町である。現在の千葉市若葉区の東半分を占める。

## 歴史
- 1955年（昭和30年）3月31日 - 千葉郡白井村、更科村が合併して千葉郡泉町を新設。
- 1963年（昭和38年）4月10日 - 千葉市に編入される。同日、泉町を廃止。
- 1992年（平成4年）4月1日 - 千葉市の政令指定都市移行に伴い、旧町域が若葉区の一部となる。

## 交通

### 道路
- 東金街道（現国道126号）
- 御成街道（現千葉県道66号浜野四街道長沼線）

## 教育
- 泉町立北部小学校（現・千葉市立更科小学校）
  - 同富田分校（現・千葉市立更科小学校富田分校）
  - 同下田分校（閉校）[1]
- 泉町立南部小学校（現・千葉市立白井小学校）
- 泉町立北部中学校（現・千葉市立更科中学校）
- 泉町立南部中学校（現・千葉市立白井中学校）

現在では旧町域内に千葉県立泉高等学校が存在するが、当時は未開校。